# Mycoloog
Een mycoloog of mycologe is iemand die zich bezighoudt met de studie van schimmels, een groep organismen die behoren tot het rijk van de Fungi. Mycologie is de tak van de biologie die zich richt op het begrijpen van schimmels, hun eigenschappen, diversiteit, levenscycli, ecologie en de interacties van schimmels met andere organismen.
Mycologen bestuderen verschillende aspecten van schimmels, waaronder hun morfologie (uiterlijke kenmerken en structuur), fysiologie (functioneren van schimmels op cellulair en moleculair niveau), taxonomie (classificatie en categorisatie van schimmels) en ecologie (hoe schimmels zich verspreiden, hun rol in ecosystemen en hun interacties met andere organismen).
Mycologen kunnen zich ook bezighouden met toegepaste mycologie, waarbij ze onderzoek doen naar de toepassingen van schimmels in verschillende industrieën, zoals voedselproductie, farmacie, bio-remediëring (gebruik van schimmels om verontreinigingen af te breken) en biotechnologie.
Enkele mycologen:
- André Aptroot
- Jean-Louis Émile Boudier (1828-1920)
- Catharina Cool (1874-1928)
- Pedro Crous
- Franklin Sumner Earle
- Elias Magnus Fries (1794-1878)
- David Hawksworth
- Douglas Mackay Henderson
- David Ingram
- Abraham Z. Joffe
- David Minter
- William Alphonso Murrill
- Machiel Noordeloos
- Christiaan Hendrik Persoon
- Amy Rossman
- Robert Samson
- Joost Stalpers
- Paul Stamets
- Shimon Tzabar
- Johanna Westerdijk (1883-1961)

## Organisaties
Nederlandse mycologen zijn georganiseerd in de Nederlandse Mycologische Vereniging. 
In Vlaanderen bestaat de Koninklijke Vlaamse Mycologische Vereniging (KVMV).